# Rebeca Ross
Rebecca Ross é uma escritora norte-americana de romances para jovens adultos e fantasia para adultos, ela é mais conhecida por sua série de livros best-seller do New York Times, Letters of Enchantment.

## Biografia
Ela nasceu e foi criada na Geórgia, nos Estados Unidos, onde ela continua morando com o marido e seu cão pastor-australiano.
Ela estudou e se formou em Inglês pela Universidade do Norte da Geórgia e já trabalhou em um rancho turístico no Colorado e como bibliotecária. Ela também se formou em Nutrição pela Universidade da Geórgia.
Ela é fã de Jane Austen e diz que sua escrita é influenciada por Juliet Marillier e Melina Marchetta.
O livro dela Divine Rivals (2023) foi um destaque no Booktok, comunidade sobre livros no Tiktok.

### DuologiaQueen's Rising
- The Queen's Rising (2018)[10] no Brasil: A Ascensão da Rainha (Galera Record, 2021)
- The Queen's Resistance (2019)[11] no Brasil: A Resistência da Rainha (Galera Record, 2022)

### DuologiaElements of Cadence
- A River Enchanted (2022)[12]
- A Fire Endless (2022)[13]

### DuologiaLetters of Enchantment
- Divine Rivals (2023) no Brasil: Divinos Rivais (Alt, 2023)
- Ruthless Vows (2023) no Brasil: Promessas Cruéis (Alt, 2024)